# Liste der Kulturdenkmale in Hörselberg-Hainich
Die Liste der Kulturdenkmale in Hörselberg-Hainich umfasst die als Ensembles, Straßenzüge und Einzeldenkmale erfassten Kulturdenkmale in der thüringischen Gemeinde Hörselberg-Hainich im Wartburgkreis.
Die Angaben in der Liste ersetzen nicht die rechtsverbindliche Auskunft der zuständigen Denkmalschutzbehörde.

## Legende
- Bild: zeigt ein Bild des Kulturdenkmals und gegebenenfalls einen Link zu weiteren Fotos des Kulturdenkmals im Medienarchiv Wikimedia Commons
- Bezeichnung: Name, Bezeichnung oder die Art des Kulturdenkmals
- Lage: Wenn vorhanden Straßenname und Hausnummer des Kulturdenkmals; Grundsortierung der Liste erfolgt nach dieser Adresse. Der Link Karte führt zu verschiedenen Kartendarstellungen und nennt die Koordinaten des Kulturdenkmals.
 Kartenansicht, um Koordinaten zu setzen – in dieser Kartenansicht sind Kulturdenkmale ohne Koordinaten mit einem roten bzw. orangen Marker dargestellt und können in der Karte gesetzt werden. Kulturdenkmale ohne Bild sind mit einem blauen bzw. roten Marker gekennzeichnet, Kulturdenkmale mit Bild mit einem grünen bzw. orangen Marker.
- Datierung: gibt das Jahr der Fertigstellung beziehungsweise das Datum der Erstnennung oder den Zeitraum der Errichtung an
- Beschreibung: bauliche und geschichtliche Einzelheiten des Kulturdenkmals, vorzugsweise die Denkmaleigenschaften
- ID: Die ID identifiziert das Kulturdenkmal eindeutig. In Thüringen sind aktuell keine IDs veröffentlicht. In der ID-Spalte kann sich auch folgendes Icon  befinden, dies führt zu Angaben zu diesem Kulturdenkmal bei Wikidata.

## Ensembles
| Bild | Bezeichnung                                          | Lage | Datierung | Beschreibung | ID |
| --- | ---------------------------------------------------- | --- | --------- | ------------ | -- |
| [[Vorlage:Bilderwunsch/code!/O:!/C:50.993686,10.408559!/D:Langensalzaer Straße 28, 42, 43, 44, 45, 46, 47, 48, 49, 142, 143, 144, 145, 146, 147, 148, 149, 150, 151, 152, 153; Eichelgasse 29, 38, 39, 40, 41; Langensalzaer Straße 28, 42, 43, 44, 45, 46, 47, 48, 49, 142, 143, 144, 145, 146, 147, 148, 149, 150, 151, 152, 153, Bauliche Gesamtanlage Dorfkern Großenlupnitz!/\|BW]] | Bauliche Gesamtanlage Dorfkern Großenlupnitz         | Großenlupnitz, Langensalzaer Straße 28, 42, 43, 44, 45, 46, 47, 48, 49, 142, 143, 144, 145, 146, 147, 148, 149, 150, 151, 152, 153; Eichelgasse 29, 38, 39, 40, 41; Langensalzaer Straße 28, 42, 43, 44, 45, 46, 47, 48, 49, 142, 143, 144, 145, 146, 147, 148, 149, 150, 151, 152, 153 (Karte) |           |              |    |
| [[Vorlage:Bilderwunsch/code!/O:!/C:51.034123,10.582304!/D:Bachstraße komplett; Kirchgasse komplett; Stiegelsgasse komplett; Anger komplett; Brüheimer Straße 1, 3, 3a; Enge Gasse komplett; Tüngedaer Straße 6, 8, 9, 10, 11, 12, 13, 14, 15, 16, 17, 18, 19, 20, 21, 22, 23, 24, 25, 26, 27, 28, 29, 30, 31, 34, 35, Bauliche Gesamtanlage Historischer Ortskern Tüngeda!/\|BW]]        | Bauliche Gesamtanlage Historischer Ortskern Tüngeda  | Tüngeda, Bachstraße komplett; Kirchgasse komplett; Stiegelsgasse komplett; Anger komplett; Brüheimer Straße 1, 3, 3a; Enge Gasse komplett; Tüngedaer Straße 6, 8, 9, 10, 11, 12, 13, 14, 15, 16, 17, 18, 19, 20, 21, 22, 23, 24, 25, 26, 27, 28, 29, 30, 31, 34, 35 (Karte)                     |           |              |    |
| BW | Friedhof mit Gefallenendenkmal Trauerhalle Grabkreuz | Wenigenlupnitz, Kirchstraße 1 (Karte) |           |              |    |

## Einzeldenkmale nach Gemarkungen

### Beuernfeld
| Bild                                    | Bezeichnung                             | Lage                              | Datierung | Beschreibung    | ID |
| --------------------------------------- | --------------------------------------- | --------------------------------- | --------- | --------------- | -- |
| weitere Bilder Fotos hochladen          | Evangelisch-lutherische Immanuel-Kirche | Beuernfeld, Himmelsbach 1 (Karte) |           | mit Ausstattung |    |
| BW                                      | Kirchhof                                | Beuernfeld, Himmelsbach 1 (Karte) |           |                 |    |
| Direkt Bild zu diesem Denkmal hochladen | Wasserhochbehälter                      | Beuernfeld                        |           |                 |    |

### Bolleroda
| Bild | Bezeichnung       | Lage                                  | Datierung | Beschreibung | ID |
| ---- | ----------------- | ------------------------------------- | --------- | ------------ | -- |
| BW   | Gefallenendenkmal | Bolleroda, Am Herzrain o. Nr. (Karte) |           |              |    |

### Burla
| Bild                           | Bezeichnung                          | Lage                                 | Datierung | Beschreibung    | ID |
| ------------------------------ | ------------------------------------ | ------------------------------------ | --------- | --------------- | -- |
| BW                             | Schule                               | Burla, Creuzburger Straße 20 (Karte) |           |                 |    |
| weitere Bilder Fotos hochladen | Evangelisch-lutherische Filialkirche | Burla, Creuzburger Straße 21 (Karte) |           | mit Ausstattung |    |
| BW                             | Kirchhof                             | Burla, Creuzburger Straße 21 (Karte) |           |                 |    |
| BW                             | Kirchhofmauer                        | Burla, Creuzburger Straße 21 (Karte) |           |                 |    |

### Craula
| Bild                                    | Bezeichnung                                                     | Lage                                | Datierung | Beschreibung    | ID |
| --------------------------------------- | --------------------------------------------------------------- | ----------------------------------- | --------- | --------------- | -- |
| Direkt Bild zu diesem Denkmal hochladen | Waidstein                                                       | Craula, Am Waidstein o. Nr.         |           |                 |    |
| BW                                      | Dorfanger                                                       | Craula, Am Waidstein o. Nr. (Karte) |           |                 |    |
| weitere Bilder Fotos hochladen          | Evangelische Filialkirche St. Marien, auch Unsere lieben Frauen | Craula, Langgasse 1 (Karte)         |           | mit Ausstattung |    |
| BW                                      | Kirchhof                                                        | Craula, Langgasse 1 (Karte)         |           |                 |    |
| BW                                      | Pfarrhaus                                                       | Craula, Langgasse 19 (Karte)        |           |                 |    |
| BW                                      | Nebengebäude                                                    | Craula, Langgasse 19 (Karte)        |           |                 |    |
| BW                                      | Wohnhaus                                                        | Craula, Langgasse 42 (Karte)        |           |                 |    |
| BW                                      | Tor                                                             | Craula, Langgasse 42 (Karte)        |           |                 |    |

### Ettenhausen an der Nesse
| Bild                           | Bezeichnung                                              | Lage                                            | Datierung | Beschreibung    | ID |
| ------------------------------ | -------------------------------------------------------- | ----------------------------------------------- | --------- | --------------- | -- |
| BW                             | Hofanlage                                                | Ettenhausen an der Nesse, Lindenplatz 1 (Karte) |           |                 |    |
| weitere Bilder Fotos hochladen | Evangelisch-lutherische Filialkirche St. Maria Magdalena | Ettenhausen an der Nesse, Lindenplatz 9 (Karte) |           | mit Ausstattung |    |
| BW                             | Kirchhof                                                 | Ettenhausen an der Nesse, Lindenplatz 9 (Karte) |           |                 |    |
| BW                             | Kirchhofmauer                                            | Ettenhausen an der Nesse, Lindenplatz 9 (Karte) |           |                 |    |
| BW                             | Gefallenendenkmal                                        | Ettenhausen an der Nesse, Lindenplatz 9 (Karte) |           |                 |    |

### Großenbehringen
| Bild                                    | Bezeichnung                       | Lage                                                                         | Datierung | Beschreibung    | ID |
| --------------------------------------- | --------------------------------- | ---------------------------------------------------------------------------- | --------- | --------------- | -- |
| Direkt Bild zu diesem Denkmal hochladen | Wohnhaus                          | Großenbehringen, Am Bach 15                                                  |           |                 |    |
| Direkt Bild zu diesem Denkmal hochladen | Hofanlage                         | Großenbehringen, Angergasse 2, Adresse nicht mehr existent, nicht zuordenbar |           |                 |    |
| BW                                      | Wohnhaus                          | Großenbehringen, Dr.-Wagener-Straße 12 (Karte)                               |           |                 |    |
| BW                                      | Anger                             | Großenbehringen, Hauptstraße o. Nr., beim Schloss (Karte)                    |           |                 |    |
| Direkt Bild zu diesem Denkmal hochladen | Einfriedung                       | Großenbehringen, Hauptstraße o. Nr., beim Schloss                            |           |                 |    |
| BW                                      | Baumbestand                       | Großenbehringen, Hauptstraße o. Nr., beim Schloss (Karte)                    |           |                 |    |
| Direkt Bild zu diesem Denkmal hochladen | Wohnhaus                          | Großenbehringen, Hauptstraße 1, Lage heute unbekannt                         |           |                 |    |
| BW                                      | Hofanlage                         | Großenbehringen, Hauptstraße 100 (Karte)                                     |           |                 |    |
| Direkt Bild zu diesem Denkmal hochladen | Wohnhaus                          | Großenbehringen, Hauptstraße 32, Lage heute unbekannt                        |           |                 |    |
| BW                                      | Inspektorenhaus                   | Großenbehringen, Hauptstraße 97 (Karte)                                      |           |                 |    |
| BW                                      | Park                              | Großenbehringen, Hauptstraße 97, 98 (Karte)                                  |           |                 |    |
| weitere Bilder Fotos hochladen          | Herrenhaus, sogenanntes Schloss   | Großenbehringen, Hauptstraße 97, 98 (Karte)                                  |           |                 |    |
| BW                                      | Nebengebäude                      | Großenbehringen, Hauptstraße 97, 98 (Karte)                                  |           |                 |    |
| BW                                      | Verwalterhaus                     | Großenbehringen, Hauptstraße 97, 98 (Karte)                                  |           |                 |    |
| Direkt Bild zu diesem Denkmal hochladen | Wohnhaus                          | Großenbehringen, Kirchgasse o. Nr.                                           |           |                 |    |
| BW                                      | Gutshaus                          | Großenbehringen, Schloßstraße 10 (Karte)                                     |           |                 |    |
| BW                                      | Garage                            | Großenbehringen, Schloßstraße 10 (Karte)                                     |           |                 |    |
| BW                                      | ehemalige Gutsscheune             | Großenbehringen, Schloßstraße 4 (Karte)                                      |           |                 |    |
| BW                                      | Schule                            | Großenbehringen, Siebenstern o. Nr. (Karte)                                  |           |                 |    |
| BW                                      | Wohnhaus                          | Großenbehringen, Siebenstern o. Nr. (Karte)                                  |           |                 |    |
| weitere Bilder Fotos hochladen          | Evangelische Martin-Luther-Kirche | Großenbehringen, Weiße Gasse o. Nr. (Karte)                                  |           | mit Ausstattung |    |
| BW                                      | Kirchhof                          | Großenbehringen, Weiße Gasse o. Nr. (Karte)                                  |           |                 |    |
| BW                                      | Hofanlage                         | Großenbehringen, Weiße Gasse 1 (Karte)                                       |           |                 |    |
| BW                                      | Pfarrhof                          | Großenbehringen, Weiße Gasse 22 (Karte)                                      |           |                 |    |
| Direkt Bild zu diesem Denkmal hochladen | Grenzstein                        | Großenbehringen, Weg in der Feldflur, Flur 8, Flurstück 110                  |           |                 |    |

### Großenlupnitz
| Bild                                    | Bezeichnung                                            | Lage                                            | Datierung | Beschreibung         | ID |
| --------------------------------------- | ------------------------------------------------------ | ----------------------------------------------- | --------- | -------------------- | -- |
| BW                                      | Wohnhaus                                               | Großenlupnitz, Anger 62 (Karte)                 |           |                      |    |
| BW                                      | Wohnhaus                                               | Großenlupnitz, Angergasse 78 (Karte)            |           |                      |    |
| BW                                      | Wirtschaftsgebäude mit Laubengang                      | Großenlupnitz, Angergasse 80 (Karte)            |           |                      |    |
| BW                                      | Wohnhaus                                               | Großenlupnitz, Angergasse 82 (Karte)            |           |                      |    |
| BW                                      | Mühle                                                  | Großenlupnitz, Angergasse 84 (Karte)            |           |                      |    |
| BW                                      | Wohnhaus                                               | Großenlupnitz, Brückenstraße 111 (Karte)        |           |                      |    |
| BW                                      | Wohnhaus                                               | Großenlupnitz, Eichelgasse 34 (Karte)           |           |                      |    |
| BW                                      | Pfarrhaus                                              | Großenlupnitz, Eichelgasse 36 (Karte)           |           | mit Innenausstattung |    |
| BW                                      | Nebengebäude                                           | Großenlupnitz, Eichelgasse 36 (Karte)           |           |                      |    |
| BW                                      | Wirtschaftsgebäude mit Laubengang                      | Großenlupnitz, Eichelgasse 38 (Karte)           |           |                      |    |
| BW                                      | Wohnhaus                                               | Großenlupnitz, Eichelgasse 39 (Karte)           |           |                      |    |
| BW                                      | Wohnhaus                                               | Großenlupnitz, Langensalzaer Straße 8 (Karte)   |           |                      |    |
| BW                                      | Gefallenendenkmal                                      | Großenlupnitz, Langensalzaer Straße 28 (Karte)  |           |                      |    |
| weitere Bilder Fotos hochladen          | Evangelisch-lutherische Pfarrkirche St. Peter und Paul | Großenlupnitz, Langensalzaer Straße 28 (Karte)  |           | mit Ausstattung      |    |
| BW                                      | Kirchmauer                                             | Großenlupnitz, Langensalzaer Straße 28 (Karte)  |           |                      |    |
| Direkt Bild zu diesem Denkmal hochladen | Grabsteine                                             | Großenlupnitz, Langensalzaer Straße 28          |           |                      |    |
| BW                                      | Wohnhaus                                               | Großenlupnitz, Langensalzaer Straße 42 (Karte)  |           |                      |    |
| BW                                      | Wohnhaus                                               | Großenlupnitz, Langensalzaer Straße 45 (Karte)  |           |                      |    |
| BW                                      | Wohnhaus                                               | Großenlupnitz, Langensalzaer Straße 49 (Karte)  |           |                      |    |
| BW                                      | Wohnhaus                                               | Großenlupnitz, Langensalzaer Straße 147 (Karte) |           |                      |    |
| BW                                      | Wohnhaus                                               | Großenlupnitz, Langensalzaer Straße 148 (Karte) |           |                      |    |

### Hastrungsfeld
| Bild                                    | Bezeichnung                              | Lage                                        | Datierung | Beschreibung    | ID |
| --------------------------------------- | ---------------------------------------- | ------------------------------------------- | --------- | --------------- | -- |
| weitere Bilder Fotos hochladen          | Schutz- und Ausschankhaus Hörselberghaus | Hastrungsfeld, Großer Hörselberg 31 (Karte) |           |                 |    |
| BW                                      | Gefallenendenkmal                        | Hastrungsfeld, Hastrungsfeld o. Nr. (Karte) |           |                 |    |
| weitere Bilder Fotos hochladen          | Evangelisch-lutherische Jakobskirche     | Hastrungsfeld, Hastrungsfeld 1 (Karte)      |           | mit Ausstattung |    |
| BW                                      | Kirchhof                                 | Hastrungsfeld, Hastrungsfeld 1 (Karte)      |           |                 |    |
| BW                                      | Kirchhofmauer                            | Hastrungsfeld, Hastrungsfeld 1 (Karte)      |           |                 |    |
| Direkt Bild zu diesem Denkmal hochladen | Grabsteine                               | Hastrungsfeld, Hastrungsfeld 1              |           |                 |    |
| BW                                      | Alte Schule                              | Hastrungsfeld, Hastrungsfeld 2 (Karte)      |           |                 |    |
| BW                                      | Wohnhaus                                 | Hastrungsfeld, Hastrungsfeld 4 (Karte)      |           |                 |    |
| BW                                      | Torhaus                                  | Hastrungsfeld, Hastrungsfeld 4 (Karte)      |           |                 |    |
| BW                                      | Schule                                   | Hastrungsfeld, Hastrungsfeld 18 (Karte)     |           |                 |    |

### Kälberfeld
| Bild                                    | Bezeichnung                                         | Lage                                                     | Datierung | Beschreibung    | ID |
| --------------------------------------- | --------------------------------------------------- | -------------------------------------------------------- | --------- | --------------- | -- |
| BW                                      | Feuerwehrgerätehaus                                 | Kälberfeld, Am Bornhög o. Nr. (Karte)                    |           |                 |    |
| BW                                      | Wohnhaus                                            | Kälberfeld, Am Hörselberg 47 (Karte)                     |           |                 |    |
| BW                                      | Nebengebäude                                        | Kälberfeld, Am Hörselberg 47 (Karte)                     |           |                 |    |
| BW                                      | Hofanlage                                           | Kälberfeld, Am Hörselberg 50 (Karte)                     |           |                 |    |
| weitere Bilder Fotos hochladen          | Evangelisch-lutherische Filialkirche                | Kälberfeld, Kirchweg o. Nr. (Karte)                      |           | mit Ausstattung |    |
| BW                                      | Kirchhof                                            | Kälberfeld, Kirchweg o. Nr. (Karte)                      |           |                 |    |
| BW                                      | Gefallenendenkmal                                   | Kälberfeld, Kirchweg o. Nr. (Karte)                      |           |                 |    |
| BW                                      | Wohn- und Gasthaus Zum Hörselberg                   | Kälberfeld, Schenkstraße 22 (Karte)                      |           |                 |    |
| BW                                      | Pforte                                              | Kälberfeld, Schenkstraße 32 (Karte)                      |           |                 |    |
| Direkt Bild zu diesem Denkmal hochladen | Quelle mit Quellfassung, sogenanntes Jesusbrünnlein | Kälberfeld, Waldflur am Jesusborn, Flur 3, Flurstück 205 |           |                 |    |

### Melborn
| Bild                                    | Bezeichnung                                              | Lage                                              | Datierung | Beschreibung    | ID |
| --------------------------------------- | -------------------------------------------------------- | ------------------------------------------------- | --------- | --------------- | -- |
| Direkt Bild zu diesem Denkmal hochladen | Steinkreuz                                               | Melborn, Heiligenberg o. Nr., Flur 1, Flurstück 1 |           |                 |    |
| BW                                      | Wohn- und Gasthaus                                       | Melborn, Margarethenstraße 42 (Karte)             |           |                 |    |
| weitere Bilder Fotos hochladen          | Evangelisch-lutherische Margarethenkirche, St. Margareta | Melborn, Pfarrgasse 1 (Karte)                     |           | mit Ausstattung |    |
| BW                                      | Kirchhof                                                 | Melborn, Pfarrgasse 1 (Karte)                     |           |                 |    |
| BW                                      | Kirchhofmauer                                            | Melborn, Pfarrgasse 1 (Karte)                     |           |                 |    |
| Direkt Bild zu diesem Denkmal hochladen | Grabstein                                                | Melborn, Pfarrgasse 1                             |           |                 |    |
| BW                                      | Gefallenendenkmal                                        | Melborn, Pfarrgasse 1 (Karte)                     |           |                 |    |

### Oesterbehringen
| Bild                                    | Bezeichnung                            | Lage                                                | Datierung | Beschreibung    | ID |
| --------------------------------------- | -------------------------------------- | --------------------------------------------------- | --------- | --------------- | -- |
| BW                                      | Angereinfassung                        | Oesterbehringen, Am Anger o. Nr. (Karte)            |           |                 |    |
| BW                                      | Wohnhaus                               | Oesterbehringen, Am Anger 2 (Karte)                 |           |                 |    |
| BW                                      | Wohnhaus                               | Oesterbehringen, Friedrichswerther Straße 3 (Karte) |           |                 |    |
| BW                                      | Hofanlage                              | Oesterbehringen, Hauptstraße 3 (Karte)              |           |                 |    |
| BW                                      | Hofmeisterhaus                         | Oesterbehringen, Hauptstraße 4 (Karte)              |           |                 |    |
| BW                                      | Hofanlage                              | Oesterbehringen, Hauptstraße 6 (Karte)              |           |                 |    |
| BW                                      | Wohnhaus                               | Oesterbehringen, Hauptstraße 10 (Karte)             |           |                 |    |
| BW                                      | Torfahrt                               | Oesterbehringen, Hauptstraße 10 (Karte)             |           |                 |    |
| BW                                      | Wohnhaus                               | Oesterbehringen, Hauptstraße 29 (Karte)             |           |                 |    |
| BW                                      | Nebengebäude                           | Oesterbehringen, Hauptstraße 29 (Karte)             |           |                 |    |
| BW                                      | Torhaus                                | Oesterbehringen, Hauptstraße 29 (Karte)             |           |                 |    |
| BW                                      | Hofanlage                              | Oesterbehringen, Hauptstraße 30 (Karte)             |           |                 |    |
| BW                                      | Wohnhaus                               | Oesterbehringen, Hauptstraße 31 (Karte)             |           |                 |    |
| BW                                      | Schule                                 | Oesterbehringen, Hauptstraße 75 (Karte)             |           |                 |    |
| weitere Bilder Fotos hochladen          | Evangelisch-lutherische Christuskirche | Oesterbehringen, Rödergasse o. Nr. (Karte)          |           | mit Ausstattung |    |
| BW                                      | Kirchhof                               | Oesterbehringen, Rödergasse o. Nr. (Karte)          |           |                 |    |
| BW                                      | Umfriedung                             | Oesterbehringen, Rödergasse o. Nr. (Karte)          |           |                 |    |
| Direkt Bild zu diesem Denkmal hochladen | Baumgruppe Friedenslinden              | Oesterbehringen, auf dem Leuchtberg                 |           |                 |    |

### Reichenbach
| Bild                                    | Bezeichnung                        | Lage                                          | Datierung | Beschreibung    | ID |
| --------------------------------------- | ---------------------------------- | --------------------------------------------- | --------- | --------------- | -- |
| Direkt Bild zu diesem Denkmal hochladen | Kolbenpumpe                        | Reichenbach, Landstraße o. Nr., vor Nummer 73 |           |                 |    |
| BW                                      | Stellmacherei                      | Reichenbach, Landstraße 61 (Karte)            |           |                 |    |
| BW                                      | Hoftor                             | Reichenbach, Landstraße 61 (Karte)            |           |                 |    |
| BW                                      | Hofanlage                          | Reichenbach, Landstraße 66 (Karte)            |           |                 |    |
| BW                                      | Hofanlage                          | Reichenbach, Landstraße 69 (Karte)            |           |                 |    |
| BW                                      | Hofanlage                          | Reichenbach, Landstraße 71 (Karte)            |           |                 |    |
| BW                                      | Feuerwehrgerätehaus                | Reichenbach, Mühlhäuser Straße 74a (Karte)    |           |                 |    |
| BW                                      | Gutshaus                           | Reichenbach, Schulstraße 1b, 1c (Karte)       |           |                 |    |
| BW                                      | Tagelöhnerhaus                     | Reichenbach, Schulstraße 1b, 1c (Karte)       |           |                 |    |
| BW                                      | Torbau                             | Reichenbach, Schulstraße 1b, 1c (Karte)       |           |                 |    |
| BW                                      | Hofanlage                          | Reichenbach, Schulstraße 16 (Karte)           |           |                 |    |
| weitere Bilder Fotos hochladen          | Evangelisch-lutherische Dorfkirche | Reichenbach, Schulstraße 25 (Karte)           |           | mit Ausstattung |    |
| BW                                      | Kirchhof                           | Reichenbach, Schulstraße 25 (Karte)           |           |                 |    |
| BW                                      | Umfriedung                         | Reichenbach, Schulstraße 25 (Karte)           |           |                 |    |
| BW                                      | Schule                             | Reichenbach, Schulstraße 26 (Karte)           |           |                 |    |
| BW                                      | Nebengebäude                       | Reichenbach, Schulstraße 26 (Karte)           |           |                 |    |
| BW                                      | Hofanlage                          | Reichenbach, Schulstraße 29 (Karte)           |           |                 |    |

### Sättelstädt
| Bild                                    | Bezeichnung                 | Lage                                                      | Datierung | Beschreibung    | ID |
| --------------------------------------- | --------------------------- | --------------------------------------------------------- | --------- | --------------- | -- |
| BW                                      | Hofanlage                   | Sättelstädt, An der Linde 44 (Karte)                      |           |                 |    |
| BW                                      | Gasthof 'Zum Hirsch'        | Sättelstädt, Ecke 15 (Karte)                              |           |                 |    |
| BW                                      | Torbogen                    | Sättelstädt, Ecke 15 (Karte)                              |           |                 |    |
| BW                                      | Zollscheune                 | Sättelstädt, Hörselstraße o. Nr. (Karte)                  |           |                 |    |
| BW                                      | Eisenbahnviadukt            | Sättelstädt, Kirchdorfgasse o. Nr. (Karte)                |           |                 |    |
| weitere Bilder Fotos hochladen          | Evangelische Johanniskirche | Sättelstädt, Kirchdorfgasse o. Nr.; Edelweg o.Nr. (Karte) |           | mit Ausstattung |    |
| BW                                      | Kirchhof                    | Sättelstädt, Kirchdorfgasse o. Nr.; Edelweg o.Nr. (Karte) |           |                 |    |
| BW                                      | Umfriedung                  | Sättelstädt, Kirchdorfgasse o. Nr.; Edelweg o.Nr. (Karte) |           |                 |    |
| Direkt Bild zu diesem Denkmal hochladen | Grabsteine                  | Sättelstädt, Kirchdorfgasse o. Nr.; Edelweg o.Nr.         |           |                 |    |
| BW                                      | Hofanlage                   | Sättelstädt, Kirchdorfgasse 16 (Karte)                    |           |                 |    |
| BW                                      | Pfarrhof                    | Sättelstädt, Kirchdorfgasse 30 (Karte)                    |           |                 |    |
| BW                                      | Nebengebäude                | Sättelstädt, Kirchdorfgasse 30 (Karte)                    |           |                 |    |
| BW                                      | Wohnhaus                    | Sättelstädt, Kirchdorfgasse 31 (Karte)                    |           |                 |    |
| BW                                      | Hofanlage, Badershaus       | Sättelstädt, Obergasse 78 (Karte)                         |           |                 |    |
| BW                                      | Einfassungsmauer            | Sättelstädt, Saugasse 51 (Karte)                          |           |                 |    |
| BW                                      | Pforte                      | Sättelstädt, Saugasse 51 (Karte)                          |           |                 |    |

### Sondra
| Bild                                    | Bezeichnung  | Lage                                                              | Datierung | Beschreibung    | ID |
| --------------------------------------- | ------------ | ----------------------------------------------------------------- | --------- | --------------- | -- |
| BW                                      | Wohnhaus     | Sondra, An der Emse 3 (Karte)                                     |           |                 |    |
| BW                                      | Nebengelass  | Sondra, An der Emse 3 (Karte)                                     |           |                 |    |
| BW                                      | Wohnhaus     | Sondra, An der Emse 9 (Karte)                                     |           |                 |    |
| BW                                      | Hofanlage    | Sondra, Emsetalstraße 10 (Karte)                                  |           |                 |    |
| BW                                      | Hofanlage    | Sondra, Emsetalstraße 14, 14a (Karte)                             |           |                 |    |
| BW                                      | Hofanlage    | Sondra, Emsetalstraße 19 (Karte)                                  |           |                 |    |
| BW                                      | Schule       | Sondra, Emsetalstraße 21 (Karte)                                  |           |                 |    |
| BW                                      | Wohnhaus     | Sondra, Emsetalstraße 26 (Karte)                                  |           |                 |    |
| BW                                      | Stallgebäude | Sondra, Emsetalstraße 26 (Karte)                                  |           |                 |    |
| Direkt Bild zu diesem Denkmal hochladen | Quelle       | Sondra, Trift o. Nr., Uferbereich der Emse Richtung Schwarzhausen |           | mit Ausstattung |    |

### Tüngeda
| Bild                           | Bezeichnung                         | Lage                                                                       | Datierung | Beschreibung    | ID |
| ------------------------------ | ----------------------------------- | -------------------------------------------------------------------------- | --------- | --------------- | -- |
| BW                             | Hofanlage                           | Tüngeda, Bachstraße 7 (Karte)                                              |           |                 |    |
| BW                             | Brücke                              | Tüngeda, Brüheimer Straße o. Nr., über das Flüsschen Mittagswasser (Karte) |           |                 |    |
| weitere Bilder Fotos hochladen | Evangelisch-lutherische Jesuskirche | Tüngeda, Kirchgasse o. Nr. (Karte)                                         |           | mit Ausstattung |    |
| BW                             | Kirchhof                            | Tüngeda, Kirchgasse o. Nr. (Karte)                                         |           |                 |    |
| BW                             | Einfriedung                         | Tüngeda, Kirchgasse o. Nr. (Karte)                                         |           |                 |    |
| BW                             | Wohnhaus                            | Tüngeda, Kirchgasse 3 (Karte)                                              |           |                 |    |
| BW                             | Wohnhaus                            | Tüngeda, Kirchgasse 5 (Karte)                                              |           |                 |    |
| weitere Bilder Fotos hochladen | Schloss                             | Tüngeda, Kirchgasse 6 (Karte)                                              |           |                 |    |
| BW                             | Park                                | Tüngeda, Kirchgasse 6 (Karte)                                              |           |                 |    |
| BW                             | Ehemalige Schule                    | Tüngeda, Stiegelsgasse 1 (Karte)                                           |           |                 |    |
| BW                             | Brücke                              | Tüngeda, Tüngedaer Straße o. Nr. (Karte)                                   |           |                 |    |
| BW                             | Hofanlage                           | Tüngeda, Tüngedaer Straße 22 (Karte)                                       |           |                 |    |
| BW                             | Hofanlage                           | Tüngeda, Tüngedaer Straße 36 (Karte)                                       |           |                 |    |
| BW                             | Wohnhaus                            | Tüngeda, Tüngedaer Straße 6 (Karte)                                        |           |                 |    |
| weitere Bilder Fotos hochladen | Mühle                               | Tüngeda, Wiegleber Straße o. Nr. (Karte)                                   |           | mit Ausstattung |    |

### Wenigenlupnitz
| Bild                                    | Bezeichnung                                                | Lage                                                           | Datierung | Beschreibung                     | ID |
| --------------------------------------- | ---------------------------------------------------------- | -------------------------------------------------------------- | --------- | -------------------------------- | -- |
| BW                                      | Scheune                                                    | Wenigenlupnitz, Gutshof 2 (Karte)                              |           |                                  |    |
| BW                                      | Schwengelpumpe mit Freifläche                              | Wenigenlupnitz, Kirchstraße o. Nr., vor Kirchstraße 18 (Karte) |           |                                  |    |
| Direkt Bild zu diesem Denkmal hochladen | Gefallenendenkmal                                          | Wenigenlupnitz, Kirchstraße 1                                  |           | mit Freifläche und Treppenanlage |    |
| BW                                      | Evangelisch-lutherische Filialkirche St. Cosmas und Damian | Wenigenlupnitz, Kirchstraße 17 (Karte)                         |           | mit Ausstattung                  |    |
| BW                                      | Kirchhof                                                   | Wenigenlupnitz, Kirchstraße 17 (Karte)                         |           |                                  |    |
| BW                                      | Pflaster                                                   | Wenigenlupnitz, Kirchstraße 17 (Karte)                         |           |                                  |    |
| Direkt Bild zu diesem Denkmal hochladen | Grabstein                                                  | Wenigenlupnitz, Kirchstraße 17                                 |           |                                  |    |
| weitere Bilder Fotos hochladen          | Schloss Neuscharffenberg                                   | Wenigenlupnitz, Melborner Straße 33 (Karte)                    |           | mit Ausstattung                  |    |
| BW                                      | Park                                                       | Wenigenlupnitz, Melborner Straße 33 (Karte)                    |           |                                  |    |
| BW                                      | Mühlengehöft Nessemühle                                    | Wenigenlupnitz, Melborner Straße 34 (Karte)                    |           |                                  |    |
| BW                                      | Gasthaus, sogenanntes Backhaus                             | Wenigenlupnitz, Plan 79 (Karte)                                |           |                                  |    |
| Direkt Bild zu diesem Denkmal hochladen | Steinkreuz                                                 | Wenigenlupnitz, Torstraße o. Nr.                               |           |                                  |    |

### Wolfsbehringen
| Bild                                    | Bezeichnung                                   | Lage                                          | Datierung | Beschreibung    | ID |
| --------------------------------------- | --------------------------------------------- | --------------------------------------------- | --------- | --------------- | -- |
| BW                                      | Hofanlage                                     | Wolfsbehringen, Am Karnbach 30 (Karte)        |           |                 |    |
| weitere Bilder Fotos hochladen          | Evangelisch-lutherische St.-Laurentius-Kirche | Wolfsbehringen, Dorfstraße o. Nr. (Karte)     |           | mit Ausstattung |    |
| BW                                      | Kirchhof                                      | Wolfsbehringen, Dorfstraße o. Nr. (Karte)     |           |                 |    |
| BW                                      | Kirchhofmauer                                 | Wolfsbehringen, Dorfstraße o. Nr. (Karte)     |           |                 |    |
| Direkt Bild zu diesem Denkmal hochladen | Grabstein                                     | Wolfsbehringen, Dorfstraße o. Nr.             |           |                 |    |
| BW                                      | Gefallenendenkmal                             | Wolfsbehringen, Dorfstraße o. Nr. (Karte)     |           |                 |    |
| Direkt Bild zu diesem Denkmal hochladen | Pumpe                                         | Wolfsbehringen, Dorfstraße o. Nr., bei Nr. 99 |           |                 |    |
| BW                                      | Torhaus                                       | Wolfsbehringen, Dorfstraße 36a (Karte)        |           |                 |    |
| BW                                      | Wohnhaus                                      | Wolfsbehringen, Dorfstraße 78 (Karte)         |           |                 |    |
| BW                                      | Wohnhaus                                      | Wolfsbehringen, Dorfstraße 71 (Karte)         |           |                 |    |
| BW                                      | Wohnhaus                                      | Wolfsbehringen, Hainaer Straße 19 (Karte)     |           |                 |    |